# Campo harmônico
Campo Harmônico, também chamado de estrutura tonal, é um conjunto de acordes extraídos de uma escala estrutural (geralmente a escala jônica ou maior) que forma uma harmonia. O desenvolvimento da harmonia está ligado ao conceito de tonalidade.

## Campo Harmônico Maior
As melodias geralmente são feitas dentro de um contexto baseado em um Centro Tonal (ou tonalidade), a nota musical de referência que indica uma escala e harmonia. Para montar o campo harmônico da escala maior é necessário conhecermos os intervalos musicais e as notas pertencentes a ela, para montarmos os acordes em cada intervalo fazendo a sobreposição das terças. O resultado serão 7 acordes, sendo que cada um poderá ser classificado de acordo com os conceitos da harmonia funcional:1º Grau (tônica),  2º Grau (supertônica), 3º Grau (mediante), 4º Grau (subdominante), 5º Grau (dominante), 6º Grau (superdominante) e o 7º Grau (sensível). Os acordes perfeitos (maiores ou menores, consoante a tonalidade em que se inscreve a melodia) que se formam sobre estes graus da escala (que é o fundamento da tonalidade) é que vão definir a estrutura do acompanhamento harmônico que está subjacente à melodia.
Intervalos da escala maior
I - 1 tom - II - 1 tom - III - 1/2 tom - IV - 1 tom - V - 1 tom - VI - 1 tom - VII - 1/2 tom - VIII
Notas da escala Dó maior (C)
C -1 tom-   D -1 tom-   E -1/2 tom-  F -1 tom-  G -1 tom- A -1 tom-  B -1/2 tom-  C
Exemplo de Campo Harmônico de C (dó)
O acorde musical básico, também chamado de tríade é um conjunto harmônico formado por três notas musicais da escala em questão; as notas são chamadas de tônica (I), mediante (III) e, dominante (V); caracterizada por ter dois intervalos de terças iniciando na nota tônica, isto é, inicia com a nota do grau desejado, pule o grau seguinte e adicione a próxima nota sucessivamente, formando assim com 3, 4 ou 5 notas :
Onde a tríade de Dó M (acorde maior de C) é formada pelas notas:
- tônica: (I) nota Dó (C)
- mediante: (III) nota Mi (E)
- dominante: (V) nota Sol (G)

Este segue um padrão de intervalos entre as notas dos acordes
No caso da tétrade (acorde com quatro notas) CMaj7 é formada pelas notas:
- tônica: (I) nota Dó (C)
- mediante: (III) nota Mi (E)
- dominante: (V) nota Sol (G)
- sensível: (VII) nota Sí (B)

Conforme o padrão, 2 tons da tônica para a terça (de C para E) =>1 tom e meio da terça para a quinta (de E para G) => 2 tons da quinta para a sétima (de G para A)
obs: Todos os acordes MAIORES com sétima MAIOR, irão ter os mesmos intervalos.
Dm => (ré, fá, lá) ou Dm7 => (ré, fá, lá, dó)
O campo harmônico pode ser considerada como o conjunto de acordes gerado por cada nota de uma tonalidade, isto é, são montados todos os acordes possíveis de serem construídos com as sete notas da escala.
Na tonalidade de Dó Maior, basta construir um acorde em iniciando com cada nota da escala usando apenas as notas existentes nessa escala. Sendo a primeira Dó, usando somente as notas da escala de Dó Maior: o acorde C, formado pelas notas  Dó-Mi-Sol; qualquer outro acorde de C, como: Cm, Cdim ou C+ teriam notas que não pertencem à escala de Dó Maior.
Como a escala possui sete notas, então todo campo harmônico possui sete acordes, onde Dó Maior terá os seguinte sete acordes no campo harmônico maior: C - Dm - Em - F - G - Am - Bdim. Os acordes formados no campo harmônico maior sempre seguirão uma regra, que é a seguinte:
I grau: iniciando na tônica, o acorde sempre é maior. ex: C
II grau: sempre menor. ex: Dm/
III grau: sempre menor. ex: Em/
IV grau: sempre maior. ex: F/
V grau: sempre maior com sétima. ex: G7 ou G/
VI grau: sempre menor. ex: Am/
VII grau: sempre meio diminuto. ex: Bm7(b5) ou BØ ou Bdim
Intervalos para um acorde MENOR, exemplo: Dm
1tom e meio da tônica para a terça (de ré para fá)
2tons da terça para quinta (de fá para lá)
1tom e meio da quinta para sétima (de lá para dó)
obs: Todos os acordes MENORES com sétima MENOR, irão ter os mesmos intervalos.
Veja o Campo Harmônico de C MAIOR:
| C | Dm | Em | F | G | Am | Bm7(b5) ou  BØ|
Notas da escala Mi maior
mi -1 tom-  fá# -1 tom-  sol# -1/2 tom-  lá -1 tom-  si -1 tom-  dó# -1 tom-  ré# -1/2 tom-  mi
Exemplo de Campo Harmônico de E (Mi)
| E | F#m | G#m | A | B7 ou B | C#m | D#m7b5 ou D#Ø |
1. 1 2 3 4 5  «O que é Campo Harmônico?». MusicDot. Consultado em 22 de março de 2022